# بزرگ‌گوش بزرگ
بزرگ‌گوش بزرگ (نام علمی: Macrotis lagotis) کیسه‌داری ریزجثه از تیره ماهیچه‌کیسه‌ایان است که از هنگام منقرض شدن بزرگ‌گوش کوچک در دهه ۱۹۵۰ تنها گونه باقی از بزرگ‌گوش‌ها به شمار می‌رود. این پستاندار ظاهری همچون موش با گوش‌های دراز و خرگوش‌وار دارد و در مناطق مرکزی و شمال غربی استرالیا زندگی می‌کند.
بزرگ‌گوش بزرگ با داشتن وزنی میان ۲۵۰۰–۸۰۰ گرم از بیشتر باندیکوت‌ها بزرگتر است.